# Cadulus nerta
Cadulus nerta is een Scaphopodasoort uit de familie van de Gadilidae. De wetenschappelijke naam van de soort is voor het eerst geldig gepubliceerd in 2006 door Caetano, Scarabino & Absalão.